# Вузан
Вуза́н (фр. Vouzan) — коммуна во Франции, находится в регионе Пуату — Шаранта. Департамент — Шаранта. Входит в состав кантона Суайо. Округ коммуны — Ангулем.
Код INSEE коммуны — 16422.
Коммуна расположена приблизительно в 400 км к юго-западу от Парижа, в 100 км южнее Пуатье, в 17 км к востоку от Ангулема.

## Население
Население коммуны на 2008 год составляло 637 человек.
| 1962 | 1968 | 1975 | 1982 | 1990 | 1999 | 2008 |
| ---- | ---- | ---- | ---- | ---- | ---- | ---- |
| 383  | 338  | 347  | 497  | 674  | 676  | 637  |

## Экономика
В 2007 году среди 453 человек в трудоспособном возрасте (15—64 лет) 336 были экономически активными, 117 — неактивными (показатель активности — 74,2 %, в 1999 году было 68,7 %). Из 336 активных работали 310 человек (167 мужчин и 143 женщины), безработных было 26 (15 мужчин и 11 женщин). Среди 117 неактивных 25 человек были учениками или студентами, 56 — пенсионерами, 36 были неактивными по другим причинам.

## Достопримечательности
- Замок Вузан[фр.] (XV век). В замке также есть квадратная в основании голубятня, и парк, содержащий археологические находки. Исторический памятник с 1986 года[3]

## Фотогалерея

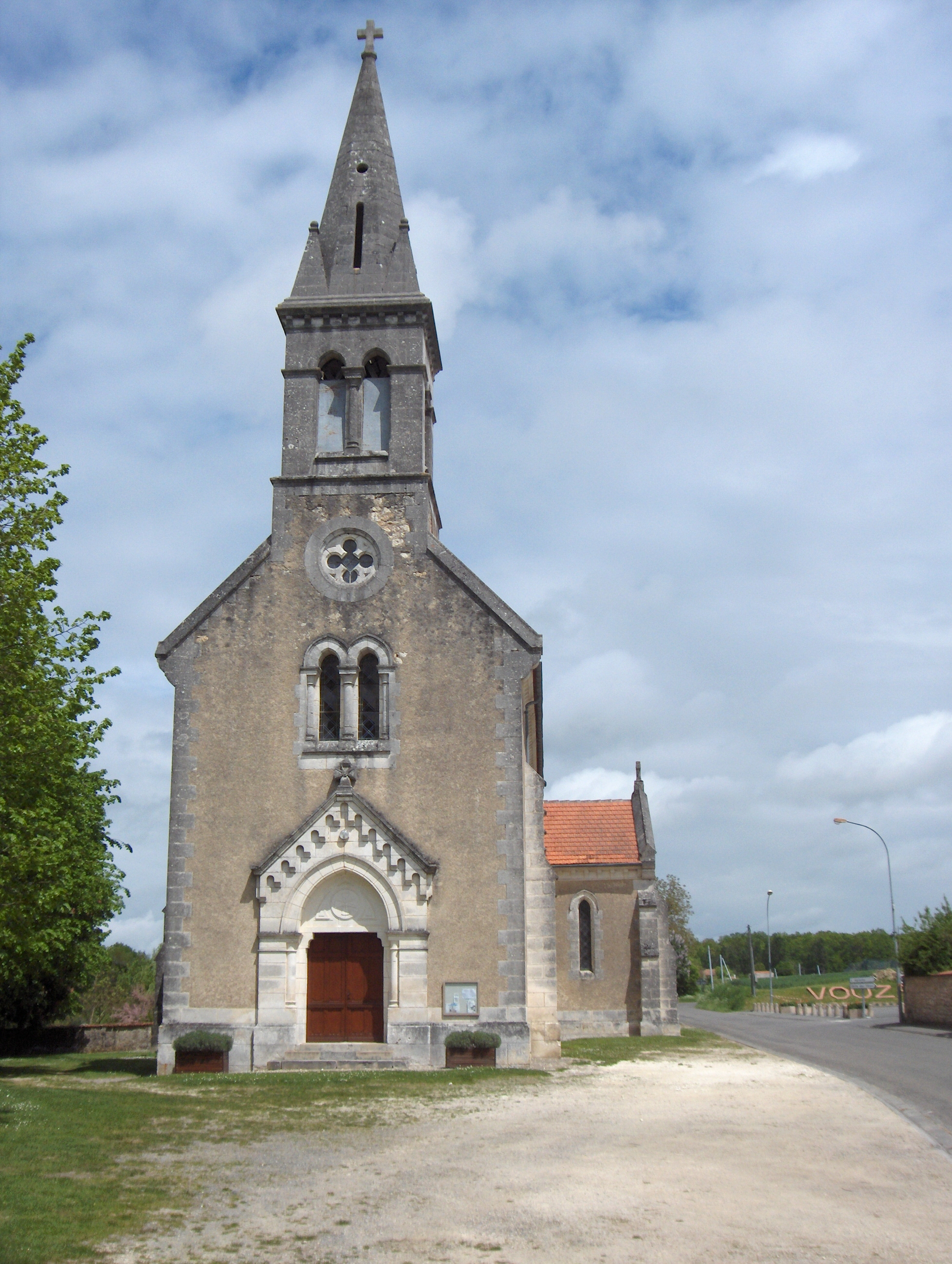
Церковь
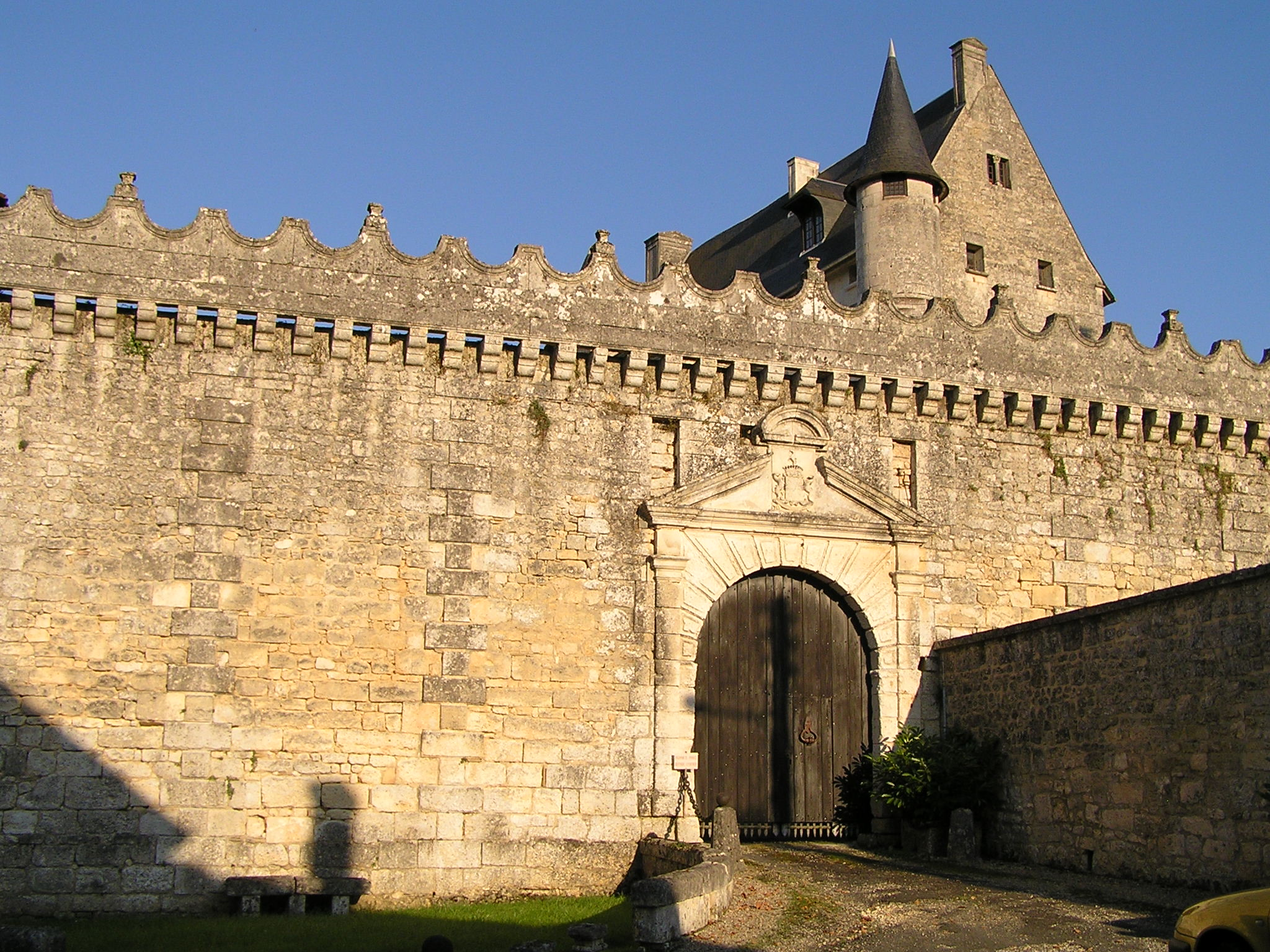
Замок Вузан
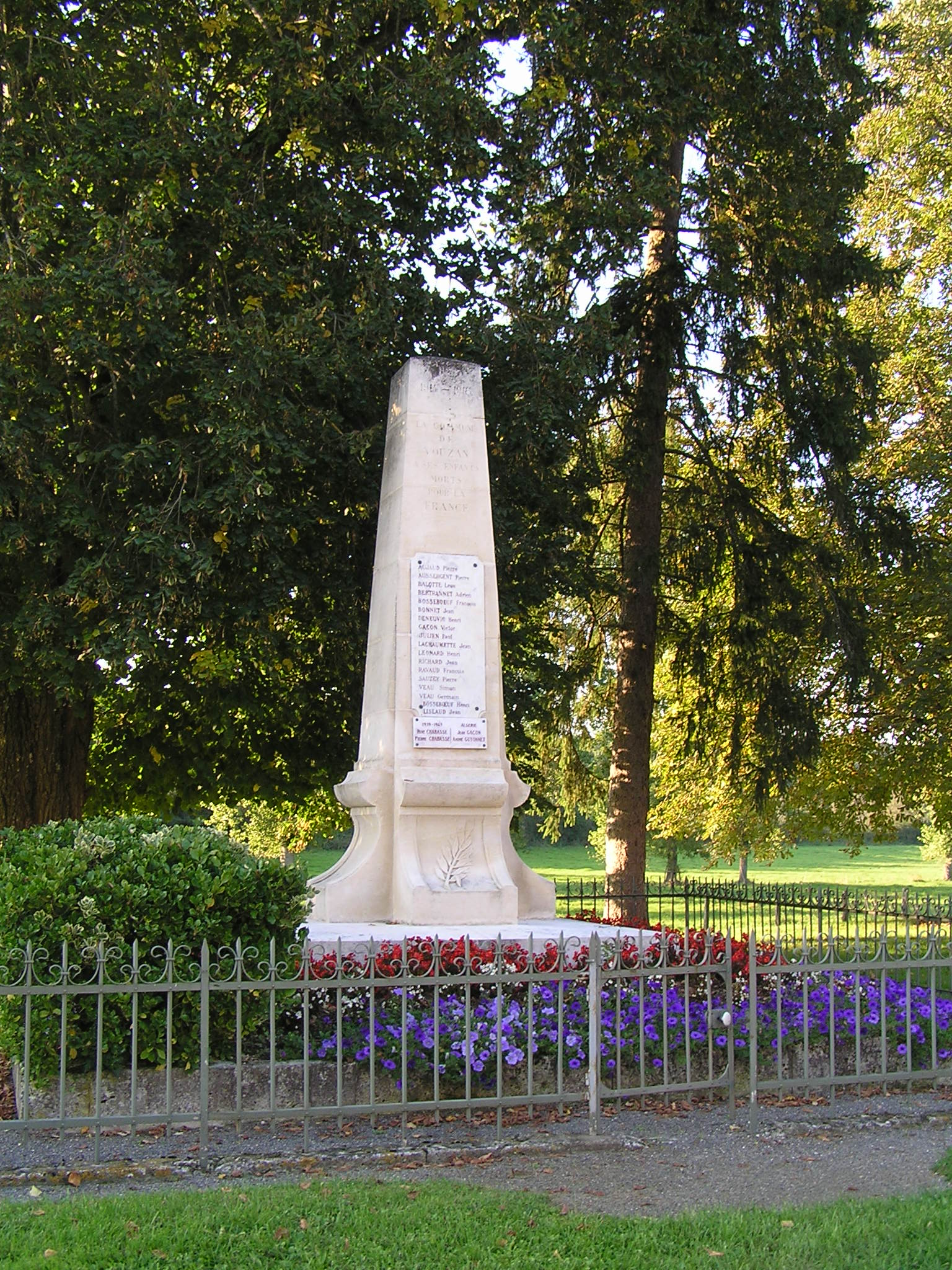
Военный мемориал